# مارتن كوفاتش
مارتن كوفاتش هو لاعب كرة قدم سلوفاكي في مركز الدفاع، ولد في 3 مايو 1984 في كوشيتسه في سلوفاكيا. لعب مع نادي كوشيتسه.